# Почётные граждане города-героя Волгограда
Почётный гражданин города-героя Волгограда — звание, являющееся высшим признанием заслуг перед городом-героем Волгоградом и его жителями.

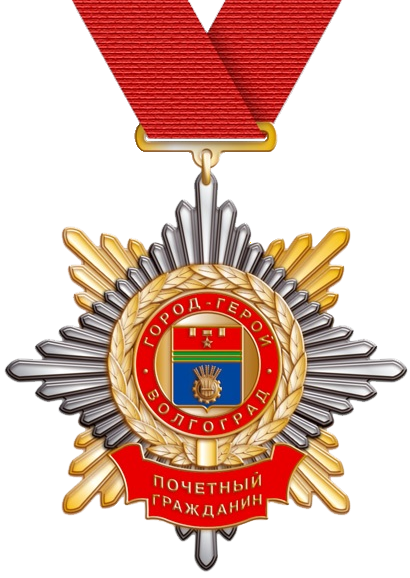
Нагрудный знак «Почётный гражданин города-героя Волгограда»

Звание является пожизненным и не может быть повторно присвоено одному и тому же лицу.

## История звания

### ВРоссийской империи
До Февральской революции звание почётного гражданина Царицына присваивалось:
- Пётр Ионович Губонин — «за деятельное участие в сооружении дороги и намерение тесно соединить интересы города Царицына с интересами дорог» (Постановление Царицынской городской Думы от 6 апреля 1872 года; утверждён высочайшим соизволением Императора 7 сентября 1872 года).[1]
- Василий Фёдорович Лапшин
- Александр Александрович Репников
- Григорий Нестерович Серебряков

### Всоветское время
Положение о присвоении звания Почётный гражданин города-героя Волгограда было утверждено в 1968 году.
4 мая 1970 года сессия Волгоградского городского Совета депутатов трудящихся приняла решение присвоить звание «Почётный гражданин города—героя Волгограда» выдающимся участникам Сталинградской битвы:
- Василию Ивановичу Чуйкову
- Михаилу Степановичу Шумилову
- Алексею Семеновичу Чуянову
- Андрею Ивановичу Ерёменко
- Александру Ильичу Родимцеву

### После распада СССР
Постановлением Волгоградского горсовета народных депутатов от 27 ноября 1996 года N 16/102 было утверждено Положение «О звании „Почётный гражданин города-героя Волгограда“».
Постановлением Волгоградского Горсовета народных депутатов от 28 ноября 2001 года N 32/517 указанное положение было признано утратившим силу. Вместо него было утверждено новое Положение «О звании „Почётный гражданин города-героя Волгограда“».
Обоими положениями предусматривались некоторые права и привилегии для обладателей звания «Почётный гражданин города—героя Волгограда».

## Основания присвоения
- Звание «Почётный гражданин города-героя Волгограда» является высшим признанием заслуг удостоенного им лица перед Волгоградом и его жителями.
- Звание присваивается гражданам Российской Федерации и других государств за особые заслуги в области общественной и государственной деятельности по защите прав человека, укреплению мира, развитию науки, культуры, спорта, производства и благотворительной деятельности, способствующие всестороннему развитию города-героя Волгограда и Российской Федерации, росту благосостояния населения, повышению известности и авторитета города-героя Волгограда в Российской Федерации и за рубежом.
- Звание «Почётный гражданин города-героя Волгограда» может быть присвоено за отличия в боевых действиях, направленных на защиту Отечества, жизни и здоровья людей[2].

## Порядок присвоения
Звание «Почётный гражданин города—героя Волгограда» присваивается Волгоградской городской Думой.
С представлением о присвоении звания «Почётный гражданин города-героя Волгограда» могут обращаться:
- жители города-героя Волгограда (минимальная численность инициативной группы — 30 человек)
- общественные объединения[3]
- юридические лица, осуществляющие свою деятельность на территории Волгограда
- органы государственной власти
- органы местного самоуправления

Предложения о присвоении звания «Почётный гражданин города-героя Волгограда», поступившие от лиц, выдвинувших свои кандидатуры, не рассматриваются.
Представление о присвоении звания оформляется в письменной форме и должно содержать:
- ходатайство
- биографические сведения о выдвигаемой кандидатуре
- краткое описание её достижений и заслуг

К представлению о присвоении звания должны быть приложены копии документов, подтверждающих достижения и заслуги выдвигаемой кандидатуры, а также их оценку ведущими специалистами в этой области.
Представление о присвоении звания передается в комиссию по рассмотрению предложений о присвоении звания «Почётный гражданин города—героя Волгограда».
Комиссия осуществляет предварительное рассмотрение поступивших материалов и документов, их экспертизу с привлечением ведущих ученых и специалистов, выборных органов творческих союзов и общественных организаций, а также подготовку предложений и представление их в городскую Думу.
Информация о поступивших ходатайствах о присвоении звания «Почётный гражданин города-героя Волгограда» публикуется в средствах массовой информации за один месяц до даты их рассмотрения на заседании городской Думы.
При принятии комиссией или городской Думой решения об отсутствии достаточных оснований для присвоения звания «Почётный гражданин города-героя Волгограда» повторное представление о присвоении звания «Почётный гражданин города-героя Волгограда» той же кандидатуре может вноситься не ранее чем через три года после предыдущего рассмотрения.

## Знаки отличия
Почётному гражданину города-героя Волгограда в торжественной обстановке вручаются:
- диплом, подписанный председателем городской Думы и главой Волгограда;
- нагрудный именной знак на ленте, в центре которого имеется изображение герба города-героя Волгограда с надписью по его периметру «Почётный гражданин города-героя Волгограда»;
- денежное вознаграждение в размере 100 установленных законодательством минимальных размеров оплаты труда;
- удостоверение, подписанное председателем городской Думы и главой Волгограда.

Имя почётного гражданина города-героя Волгограда заносится:
- в книгу «Почётные граждане города-героя Волгограда», которая постоянно хранится в городской Думе;
- на стенд «Почётные граждане города-героя Волгограда» в здании администрации Волгограда;
- на табличку, установленную на фасаде дома, где живёт почётный гражданин города-героя Волгограда.

Общественность города извещается о присвоении звания «Почётный гражданин города-героя Волгограда» через средства массовой информации.

## Привилегии
Почётный гражданин города—героя Волгограда имеет право:
- на беспрепятственный вход в учреждения органов местного самоуправления Волгограда
- на безотлагательный приём председателем городской Думы, главой Волгограда и другими должностными лицами органов местного самоуправления Волгограда
- на присутствие на заседаниях городской Думы и принятие участия в обсуждении вопросов с внесением своих предложений

## Меры социальной поддержки
Почётному гражданину города-героя Волгограда, достигшему возраста: 55 лет — женщина, 60 лет — мужчина, или имеющему инвалидность I или II группы, при наличии регистрации по месту жительства на территории Волгограда устанавливается ежемесячная выплата в размере 20000 рублей в дополнение к мерам социальной поддержки, предоставляемым на федеральном и региональном уровнях.
Ежемесячная выплата осуществляется департаментом муниципальных выплат и работы с населением администрации Волгограда по заявлению гражданина, имеющего звание «Почётный гражданин города-героя Волгограда».
Почётный гражданин города-героя Волгограда, проживающий на момент присвоения звания «Почётный гражданин города-героя Волгограда» за пределами Волгограда, по приезде в Волгоград за счёт средств бюджета Волгограда имеет право:
- на внеочередное размещение и оплату за проживание в течение недели в гостинице;
- на бесплатный проезд в городском пассажирском транспорте;
- на бесплатное посещение муниципальных учреждений культуры (кинотеатров, выставок, музеев и т. д.).

В случае смерти почётного гражданина города-героя Волгограда организация похорон производится с соблюдением церемониала (почётный эскорт, расчёт почётного караула, оружейный салют) и с правом захоронения на аллее почётных граждан с установкой памятника за счёт средств бюджета Волгограда.

## Список почётных граждан по годам присвоения звания
Полный список почётных граждан Волгограда по годам присвоения им звания.

### 1970 год
| №-№ п/п | Фото | Фамилия Имя Отчество      | Основание и дата присвоения звания                                               | Причина присвоения звания |
| ------- | ---- | ------------------------- | -------------------------------------------------------------------------------- | --- |
| 1       |      | Будённый Семён Михайлович | решение Волгоградского городского Совета депутатов трудящихся от 4 мая 1970 года | «за особые заслуги в защите нашего города в годы гражданской и Великой Отечественной войн и в связи с 50-летием разгрома белогвардейских войск под Царицыном» |
| 2       |      | Ерёменко Андрей Иванович  | решение Волгоградского городского Совета депутатов трудящихся от 4 мая 1970 года | «за особые заслуги, проявленные в обороне города и в разгроме немецко-фашистских войск в Сталинградской битве»                                                |
| 3       |      | Родимцев Александр Ильич  | решение Волгоградского городского Совета депутатов трудящихся от 4 мая 1970 года | «за особые заслуги, проявленные в обороне города и в разгроме немецко-фашистских войск в Сталинградской битве»                                                |
| 4       |      | Чуйков Василий Иванович   | решение Волгоградского городского Совета депутатов трудящихся от 4 мая 1970 года | «за особые заслуги, проявленные в обороне города и в разгроме немецко-фашистских войск в Сталинградской битве»                                                |
| 5       |      | Чуянов Алексей Семенович  | решение Волгоградского городского Совета депутатов трудящихся от 4 мая 1970 года | «за особые заслуги, проявленные в обороне города и в разгроме немецко-фашистских войск в Сталинградской битве»                                                |
| 6       |      | Шумилов Михаил Степанович | решение Волгоградского городского Совета депутатов трудящихся от 4 мая 1970 года | «за особые заслуги, проявленные в обороне города и в разгроме немецко-фашистских войск в Сталинградской битве»                                                |

### 1980 год
| №-№ п/п | Фото | Фамилия Имя Отчество           | Основание и дата присвоения звания                                               | Причина присвоения звания |
| ------- | ---- | ------------------------------ | -------------------------------------------------------------------------------- | --- |
| 7       |      | Ефремов Василий Сергеевич      | решение Волгоградского городского Совета депутатов трудящихся от 7 мая 1980 года | «за особые заслуги, проявленные в обороне города и разгроме немецко-фашистских войск в Сталинградской битве»                    |
| 8       |      | Зайцев Василий Григорьевич     | решение Волгоградского городского Совета депутатов трудящихся от 7 мая 1980 года | «за особые заслуги, проявленные в обороне города и разгроме немецко-фашистских войск в Сталинградской битве»                    |
| 9       |      | Павлов Яков Федотович          | решение Волгоградского городского Совета депутатов трудящихся от 7 мая 1980 года | «за особые заслуги, проявленные в обороне города и разгроме немецко-фашистских войск в Сталинградской битве»                    |
| 10      |      | Семёнов Валентин Александрович | решение Волгоградского городского Совета депутатов трудящихся от 7 мая 1980 года | «за особые заслуги в развитие города и отечественного тракторостроения»                                                         |
| 11      |      | Серков Анатолий Фирсович       | решение Волгоградского городского Совета депутатов трудящихся от 7 мая 1980 года | «за выдающиеся заслуги в труде, развитии металлургического производства и воспитании молодого поколения рабочих»                |
| 12      |      | Сычугов Василий Степанович     | решение Волгоградского городского Совета депутатов трудящихся от 7 мая 1980 года | «за особые заслуги в строительстве и восстановлении города и участие в Сталинградской битве в годы Великой Отечественной войны» |

### 1987 год
| №-№ п/п | Фото | Фамилия Имя Отчество            | Основание и дата присвоения звания                                              | Причина присвоения звания                    |
| ------- | ---- | ------------------------------- | ------------------------------------------------------------------------------- | -------------------------------------------- |
| 13      |      | Черкасова Александра Максимовна | решение Волгоградского городского Совета народных депутатов от 3 июля 1987 года | «за особые заслуги по восстановлению города» |

### 1993 год
| №-№ п/п | Фото | Фамилия Имя Отчество             | Основание и дата присвоения звания                                                                          | Причина присвоения звания |
| ------- | ---- | -------------------------------- | --- | --- |
| 14      |      | Вайнруб Матвей Григорьевич       | решение 10-й сессии Волгоградского городского Совета народных депутатов 21—го созыва от 15 января 1993 года | «в связи с 50-летием Победы советского народа и его вооруженных сил в Сталинградской битве и особые заслуги в этой битве, героизм и мужество, проявленные в боях с немецко-фашистскими войсками, активное участие в патриотическом воспитании волгоградцев» |
| 15      |      | Овсянников Александр Данилович   | решение 10-й сессии Волгоградского городского Совета народных депутатов 21—го созыва от 15 января 1993 года | «в связи с 50-летием Победы советского народа и его вооруженных сил в Сталинградской битве и особые заслуги в этой битве, героизм и мужество, проявленные в боях с немецко-фашистскими войсками, активное участие в патриотическом воспитании волгоградцев» |
| 16      |      | Агашина Маргарита Константиновна | решение Волгоградского городского Совета народных депутатов от 19 октября 1993 года                         | «за выдающиеся заслуги в области литературы, значительный творческий вклад, получивший признание волгоградцев и всей России» |
| 17      |      | Папина Тамара Фёдоровна          | решение Волгоградского городского Совета народных депутатов от 19 октября 1993 года                         | «за выдающиеся заслуги в области музыкального искусства, значительный творческий вклад, получивший признание волгоградцев и всей России» |
| 18      |      | Пахмутова Александра Николаевна  | решение Волгоградского городского Совета народных депутатов от 19 октября 1993 года                         | «за выдающиеся заслуги в области музыкального искусства, значительный творческий вклад, получивший признание волгоградцев и всей России» |

### 1996 год
| №-№ п/п | Фото | Фамилия Имя Отчество      | Основание и дата присвоения звания                                      | Причина присвоения звания |
| ------- | ---- | ------------------------- | ----------------------------------------------------------------------- | --- |
| 19      |      | Слипченко Фёдор Фёдорович | постановление Волгоградской городской Думы I созыва от 24 мая 1996 года | «за заслуги в области народного образования, общественной жизни города, патриотического воспитания молодежи, получившие всероссийское признание» |

### 1998 год
| №-№ п/п | Фото | Фамилия Имя Отчество        | Основание и дата присвоения звания                                                        | Причина присвоения звания                                                                                  |
| ------- | ---- | --------------------------- | ----------------------------------------------------------------------------------------- | --- |
| 20      |      | Загорулько Максим Матвеевич | постановление Волгоградского городского Совета народных депутатов от 9 сентября 1998 года | «за большой вклад в развитие города, укрепление его авторитета в стране и мире»                            |
| 21      |      | Ильченко Фёдор Михайлович   | постановление Волгоградского городского Совета народных депутатов от 9 сентября 1998 года | «за исторический подвиг в Сталинградской битве и заслуги в деле укрепления братских связей городов-героев» |

### 1999 год
| №-№ п/п | Фото | Фамилия Имя Отчество           | Основание и дата присвоения звания                                                        | Причина присвоения звания |
| ------- | ---- | ------------------------------ | ----------------------------------------------------------------------------------------- | --- |
| 22      |      | Ерёмин Борис Николаевич        | постановление Волгоградского городского Совета народных депутатов от 29 января 1999 года  | «в связи с 56-летием Победы советского народа и его вооруженных сил в Сталинградской битве и особые заслуги в этой битве, героизм и мужество, проявленные в боях с немецко-фашистскими войсками, активное участие в патриотическом воспитании волгоградцев» |
| 23      |      | Зборовский Александр Борисович | постановление Волгоградского городского Совета народных депутатов от 2 сентября 1999 года | «за заслуги в области здравоохранения, получившие международное признание» |
| 24      |      | Левитан Ефим Иосифович         | постановление Волгоградского городского Совета народных депутатов от 2 сентября 1999 года | «за особые заслуги по созданию архитектурного облика города» |
| 25      |      | Сидоров Николай Григорьевич    | постановление Волгоградского городского Совета народных депутатов от 2 сентября 1999 года | «за большой вклад в подготовку военных и гражданских специалистов высшего образования, активное участие в патриотическом воспитании волгоградцев» |

### 2000 год
| №-№ п/п | Фото | Фамилия Имя Отчество      | Основание и дата присвоения звания                                                      | Причина присвоения звания |
| ------- | ---- | ------------------------- | --------------------------------------------------------------------------------------- | --- |
| 26      |      | Леди Елизавета Боуз-Лайон | постановление Волгоградского городского Совета народных депутатов от 6 января 2000 года | «за особые заслуги в организации помощи Сталинграду жителей Великобритании в период Второй мировой войны и развитии дружественных связей с Россией» |

### 2002 год
| №-№ п/п | Фото | Фамилия Имя Отчество   | Основание и дата присвоения звания                                                     | Причина присвоения звания |
| ------- | ---- | ---------------------- | -------------------------------------------------------------------------------------- | --- |
| 27      |      | Лысов Фёдор Максимович | постановление Волгоградского городского Совета народных депутатов от 14 июня 2002 года | «за заслуги в проектировании и строительстве историко-мемориального комплекса „Героям Сталинградской битвы“ на Мамаевом кургане» |

### 2003 год
| №-№ п/п | Фото | Фамилия Имя Отчество     | Основание и дата присвоения звания                                                           | Причина присвоения звания |
| ------- | ---- | ------------------------ | -------------------------------------------------------------------------------------------- | --- |
| 28      |      | Атопов Владимир Иванович | постановление Волгоградского городского Совета народных депутатов от 29 мая 2003 года        | «за заслуги в области общественной и государственной деятельности, укрепление мира, большой вклад в развитие науки, культуры и производства города-героя Волгограда» |
| 29      |      | Пстыго Иван Иванович     | постановлениеВолгоградского городского Совета народных депутатовот 29 мая 2003 года№ 56/1076 | «за отличия в боевых действиях, личный вклад и проявленный героизм при защите Сталинграда»                                                                           |

### 2004 год
| №-№ п/п | Фото | Фамилия Имя Отчество     | Основание и дата присвоения звания                                                        | Причина присвоения звания |
| ------- | ---- | ------------------------ | ----------------------------------------------------------------------------------------- | --- |
| 30      |      | Зозуля Михаил Фёдорович  | постановление Волгоградского городского Совета народных депутатов от 8 сентября 2004 года | «за заслуги в области развития и совершенствования электротранспорта города-героя Волгограда и активное участие в общественной жизни города-героя Волгограда»                            |
| 31      |      | Бондарев Юрий Васильевич | постановление Волгоградского городского Совета народных депутатов от 8 сентября 2004 года | «за заслуги в области сохранения исторической памяти героев Сталинградской битвы и большой личный вклад в формирование образа города-героя Волгограда, как центра воинской славы России» |

### 2005 год
| №-№ п/п | Фото | Фамилия Имя Отчество  | Основание и дата присвоения звания                                                              | Причина присвоения звания |
| ------- | ---- | --------------------- | ----------------------------------------------------------------------------------------------- | --- |
| 32      |      | Шабунин Иван Петрович | постановление Волгоградского городского Совета народных депутатов от 15 июня 2005 года № 19/358 | «за большой вклад в развитие города-героя Волгограда, укрепление его авторитета в стране и мире и особые заслуги в области общественной и государственной деятельности» |

### 2007 год
| №-№ п/п | Фото | Фамилия Имя Отчество      | Основание и дата присвоения звания                                     | Причина присвоения звания |
| ------- | ---- | ------------------------- | ---------------------------------------------------------------------- | --- |
| 33      |      | Усик Борис Григорьевич    | решение Волгоградской городской Думы от 19 июля 2007 года № 49/1174    | «за особые заслуги по развитию культуры, повышению известности и авторитета города-героя Волгограда в Российской Федерации и за рубежом, общественную и государственную деятельность, патриотическое воспитание граждан Российской Федерации на героических примерах Сталинградской битвы» |
| 34      |      | Староватых Юрий Фёдорович | решение Волгоградской городской Думы от 20 декабря 2007 года № 55/1378 | «за особые заслуги в области развития инфраструктуры города-героя Волгограда, укрепление мира, повышения известности и авторитета города-героя Волгограда в Российской Федерации и за рубежом»                                                                                             |

### 2008 год
| №-№ п/п | Фото | Фамилия Имя Отчество      | Основание и дата присвоения звания                                | Причина присвоения звания |
| ------- | ---- | ------------------------- | ----------------------------------------------------------------- | --- |
| 35      |      | Фетисов Виктор Георгиевич | решение Волгоградской городской Думы от 18 июня 2008 года № 5/138 | «за особые заслуги в области культуры, создании художественных произведений, отражающих ратные и трудовые подвиги народа, пропаганду художественных ценностей российской культуры, направленную на воспитание у будущих поколений волгоградцев любви к Отчеству» |

### 2009 год
| №-№ п/п | Фото | Фамилия Имя Отчество     | Основание и дата присвоения звания                                | Причина присвоения звания |
| ------- | ---- | ------------------------ | ----------------------------------------------------------------- | --- |
| 36      |      | Петров Владимир Иванович | решение Волгоградской городской Думы от 20 мая 2009 года № 19/563 | «за большой вклад в медицинскую науку и практику России, укрепление международного сотрудничества Волгограда с зарубежными государствами, создание высокоэффективной современной системы подготовки и переподготовки медицинских кадров, внедрение новых медицинских технологий лечения и реабилитации жителей Волгограда и активное участие в научной и общественной жизни» |

### 2010 год
| №-№ п/п | Фото | Фамилия Имя Отчество  | Основание и дата присвоения звания                                 | Причина присвоения звания |
| ------- | ---- | --------------------- | ------------------------------------------------------------------ | --- |
| 37      |      | Герман (Тимофеев)     | решение Волгоградской городской Думы от 26 мая 2010 года № 33/1005 | «за большой вклад в сохранение и преумножение духовного и культурно – исторического наследия России, организацию системы духовно-нравственного воспитания населения Волгограда и Волгоградской области, дело восстановления Русской Православной церкви, патриотическое воспитание молодёжи». |
| 38      |      | Захаров Георгий Ильич | решение Волгоградской городской Думы от 26 мая 2010 года № 33/1005 | «за отличия в боевых действиях, мужество, проявленное при защите Сталинграда, многолетнюю общественную работу и большой вклад в военно-патриотическое воспитание подрастающего поколения Волгограда»                                                                                          |

### 2011 год
| №-№ п/п | Фото | Фамилия Имя Отчество    | Основание и дата присвоения звания                                 | Причина присвоения звания |
| ------- | ---- | ----------------------- | ------------------------------------------------------------------ | --- |
| 39      |      | Латту Хельви Николаевна | решение Волгоградской городской Думы от 25 мая 2011 года № 46/1443 | «за большой вклад в социально-экономическое развитие города-героя Волгограда, формирование институтов гражданского общества, патриотическое подрастающего поколения Волгограда и многолетнюю общественную работу» |

### 2012 год
| №-№ п/п | Фото | Фамилия Имя Отчество     | Основание и дата присвоения звания                                   | Причина присвоения звания |
| ------- | ---- | ------------------------ | -------------------------------------------------------------------- | --- |
| 40      |      | Зубков Виктор Алексеевич | решение Волгоградской городской Думы от 21 марта 2012 года № 59/1760 | «за особые заслуги в области общественной и государственной деятельности, большой личный вклад в рост благосостояния и решение жилищно-бытовых вопросов жителей Волгограда, защиту экономических интересов Волгограда и развитие коммунально-транспортной инфраструктуры города» |

### 2013 год
| №-№ п/п | Фото | Фамилия Имя Отчество         | Основание и дата присвоения звания                                  | Причина присвоения звания |
| ------- | ---- | ---------------------------- | ------------------------------------------------------------------- | --- |
| 41      |      | Шурыгин Виктор Александрович | решение Волгоградской городской Думы от 16 июля 2013 года № 79/2407 | «за особые заслуги в развитии военной науки и техники, в укреплении обороноспособности Российской Федерации и международного авторитета города-героя Волгограда»                                                    |
| 42      |      | Иншаков Олег Васильевич      | решение Волгоградской городской Думы от 16 июля 2013 года № 79/2407 | «за заслуги в общественной и государственной деятельности, большой вклад в развитие науки, образования и культуры, укрепление институтов гражданского общества и международного авторитета города-героя Волгограда» |

### 2015 год
| №-№ п/п | Фото | Фамилия Имя Отчество    | Основание и дата присвоения звания                                   | Причина присвоения звания |
| ------- | ---- | ----------------------- | -------------------------------------------------------------------- | --- |
| 43      |      | Рогов Евгений Фёдорович | решение Волгоградской городской Думы от 29 апреля 2015 года № 28/878 | «за отличия в боевых действиях, мужество, проявленное при защите Сталинграда, многолетнюю общественную работу и большой вклад в военно-патриотическое воспитание подрастающего поколения Волгограда» |

### 2019 год
| №-№ п/п | Фото | Фамилия Имя Отчество         | Основание и дата присвоения звания                                 | Причина присвоения звания |
| ------- | ---- | ---------------------------- | ------------------------------------------------------------------ | --- |
| 44      |      | Струков Александр Дмитриевич | решение Волгоградской городской Думы от 26 июня 2019 года № 10/229 | «за многолетнюю общественную работу, большой вклад в защиту прав и законных интересов ветеранов Великой Отечественной войны и военно-патриотическое воспитание подрастающего поколения Волгограда» |

### 2022 год
| №-№ п/п | Фото | Фамилия Имя Отчество       | Основание и дата присвоения звания                                 | Причина присвоения звания |
| ------- | ---- | -------------------------- | ------------------------------------------------------------------ | --- |
| 45      |      | Лихачёв Виталий Викторович | решение Волгоградской городской Думы от 29 июня 2022 года № 68/999 | «за значительный вклад в социально-экономическое развитие города-героя Волгограда, способствовавший росту его авторитета в глазах российской и мировой общественности, и особые заслуги в области защиты прав и законных интересов граждан, укрепления мира и согласия среди жителей города-героя Волгограда» |